# Villeneuve-du-Paréage
Villeneuve-du-Paréage är en kommun i departementet Ariège i regionen Occitanien i södra Frankrike. Kommunen ligger  i kantonen Pamiers-Est som ligger i arrondissementet Pamiers. År 2022 hade Villeneuve-du-Paréage 752 invånare.

## Befolkningsutveckling
Antalet invånare i kommunen Villeneuve-du-Paréage
Referens: INSEE